# Institut d'hydrologie, de météorologie et d'études environnementales
L’Institut d'hydrologie, de météorologie et d'études environnementales (espagnol : Instituto de hidrología, meteorología y estudios ambientales ou IDEAM) est une entité du gouvernement de la Colombie dépendant du Ministère de l'Environnement, du Logement et du Développement territorial. Il est chargé du maniement de l'information scientifique et technologique sur l'environnement en Colombie.

## Histoire
Il a été créé le 22 décembre 1993, lorsque le Congrès de la République de Colombie a adopté la loi 99 de 1993, qui a créé le [Ministère de l'Environnement, en remplacement de l’Institut d'hydrologie, de météorologie et de la terre (HIMAT). Il est entré en fonction le 1er mars 1995.

## Mission
IDEAM est responsable de la collecte de données et de la gestion spécialisée des différents écosystèmes trouvés dans le pays. Il est également chargé de la définition des paramètres techniques pour encourager l'utilisation appropriée des terres. IDEAM est responsable de recueillir, traiter, interpréter et publier des données hydrologiques, hydrogéologiques, météorologiques et géographiques (biophysiques, géomorphologie, types de sols et de végétation) pour la bonne gestion et l'utilisation rationnelle des ressources biophysiques du pays.
IDEAM a également une mission de gestion et de l'exploitation des données météorologiques et hydrologiques dans le pays pour fin d'information, de prévisions météorologiques, d'avertissements et de conseils sur le comportement de temps à la population. Il est chargé de surveiller les ressources biophysiques du pays sur les questions liées à la contamination et la dégradation sont cruciales pour les décisions prises par les autorités environnementales .